# Bambini, ragni e altri predatori
Bambini, ragni e altri predatori è una raccolta di racconti del 2003 di Eraldo Baldini.

## Racconti contenuti

### Come gli indiani
Nel 1906, il piccolo Enrico va con lo zio ed altri bambini a vedere il circo di Buffalo Bill e rimane impressionato in particolare dall'esibizione degli indiani d'America.
Dodici anni dopo egli, con altri commilitoni, si offre sempre volontario per pericolose missioni notturne nelle trincee austro-ungariche, da cui riporta come ricordo le orecchie dei nemici uccisi, come gli indiani riportavano gli scalpi.
Nel 1964 Francesco, il nipotino di Enrico, gioca ai cowboy e agli indiani con gli altri bambini del suo paese ed è costretto a fare sempre la parte dell'indiano sconfitto e sbeffeggiato. Ritrova la collana delle orecchie, ormai rinsecchite, strappate ai soldati nemici e se ne fa raccontare la storia dal nonno. Decide allora di aggiungervi dei nuovi, macabri, trofei.

### Il ragno
Claudio, disegnatore di fumetti che vive in una casa isolata in campagna, una sera investe in automobile un ragno di dimensioni spropositate; si ferma a controllare, ma non trova più traccia dell'aracnide. Lo ritrova poi nel garage di casa: prova ad accopparlo ma gli sfugge. Il ragno ha la meglio anche sul gatto di Claudio, che prova allora ad eliminarlo con l'insetticida e con il fuoco, col risultato di incendiare la sua abitazione mentre il ragno ne esce tranquillamente sparendo nella campagna.

### Pesca Grossa
Ernesto e tutti gli altri pescatori passano una notte frenetica alla ricerca di quella che da loro è chiamata per antonomasia "la Preda": il primo turista affogato della stagione.

### La solitudine di Medusa
Nel 1945, poco dopo la conclusione della Seconda guerra mondiale, Paolo, in qualità di brigadiere della Polizia partigiana, indaga sulla scomparsa di tre bambini. L'ultima persona che interroga è la signora Locatelli, vedova del gerarca locale fucilato sommariamente. La donna dichiara di non saperne nulla; Paolo rimane colpito dalla di lei figlia Rachele, una bambina che sembra pervasa da un'immensa tristezza e che fa il cenno di appropriarsi delle foto dei tre bambini. Mentre l'uomo attraversa il parco di villa Locatelli per andarsene, ha la vaga impressione che i volti di alcune delle statue assomiglino a quelli dei bambini scomparsi.

### Affetti familiari
Un quarantenne divorziato che lavora in un consorzio agrario, da un po' di tempo soffre di strani disturbi allo stomaco, che si acuiscono ogni volta che è stato a mangiare a casa dei suoi genitori. In lui si fa strada l'idea che, per qualche inesplicabile motivo, essi lo stiano lentamente avvelenando.

### La Bestia della palude
Una famigliola bergamasca composta da padre, madre, due figli (femmina e maschio) e un cane s'installa col camper in una zona di recente bonifica della pianura Padana per fare bird watching. Improvvisamente, il bambino scompare. Carabinieri, guardie forestali e persino alcuni cacciatori di frodo (che avevano messo in guardia i campeggiatori sulla presenza di una pericolosa bestia nella palude) si mettono alla sua ricerca, ma invano. La madre si sente molto male, e per non abbandonare la zona delle ricerche accetta di farsi curare da un guaritore, chiamato Lupo, che vive nelle paludi. Esce dalla sua catapecchia completamente rigenerata nel fisico e rassegnata a tornare a casa. Uno degli uomini che avevano preso parte alle ricerche ammonisce poi Lupo di andarci piano a far sparire degli altri bambini; il guaritore replica che ciò è necessario alle sue doti taumaturgiche.

### Sotto lo stesso tetto
Luigi, un anziano che vive in campagna, aspetta con trepidazione il ritorno delle rondini nel suo fienile. Ciò però disturba i suoi nuovi inquilini, una giovane coppia che usa il fienile come autorimessa. Mentre cerca di aprire un buco dal quale le rondini possano passare anche quando il portone del fienile è chiuso, cade dalla scala su cui era salito e si frattura la gamba, non riuscendo più a muoversi. Viene ritrovato dagli inquilini, tornati a casa in anticipo alla loro vacanza, e portato in ospedale, ma quando torna a casa dopo tre settimane le rondini sono sparite. Non potendo sfrattare i suoi inquilini, decide allora di punirli a modo suo assoldando una banda di delinquenti stranieri.

### Spiaggia privata
Un uomo d'affari torna al paese natio, sul mare, per aprire un albergo, e mette l'occhio su un tratto di spiaggia che, benché concessa al bagno-ristorante Da Pino, non è attrezzata. Pino, suo vecchio conoscente, gli spiega che l'ha tenuta così perché sua figlia vi possa giocare, e si rifiuta di cederla all'albergo. La bambina sembra avere delle turbe psichiche; in realtà è affogata in quel tratto di mare sette anni prima, e il suo fantasma è sempre rimasto lì.

### La Croce del Drago[1]
Franco è un agricoltore che ha da poco acquistato un appezzamento di terreno nel quale si trova un'antica croce di marmo, detta La Croce del Drago, che gli è d'impiccio nei lavori col trattore. Malgrado le rimostranze dei suoi compaesani, e le preghiere della figlia quattordicenne Livia, egli sradica la croce, che finisce in un fosso. La sera, Livia torna a casa col presagio che accadrà qualcosa di terribile.

### Il Carognone
Verso Natale, una famiglia di contadini si accinge a scannare il maiale, chiamato "Il Carognone" per il suo temperamento ingannatore e per la sua stazza notevole. Il maiale però fugge col coltello ancora piantato nel collo, e le sue ricerche nei giorni successivi sono vane, ma in paese si susseguono strani danneggiamenti attribuiti al Carognone. Il 19 marzo, giorno di san Giuseppe, i suoi vecchi padroni s'imbattono nuovamente nel Carognone, che stava in agguato per loro.

### E poi c'era l'Uomo Occhi Marci
Nel primo pomeriggio dei caldi giorni estivi, mentre gli adulti fanno la siesta, tre bambini (il narratore, suo fratello Enrico e il loro amichetto Silverio) vanno a giocare in riva al fiume, nonostante lo spauracchio dell'Uomo Occhi Marci. Un giorno, mentre Enrico si addormenta, gli altri due vanno a vedere una casa diroccata poco distante e scoprono che è diventata il covo di un vagabondo, che suppongono essere l'Uomo Occhi Marci. Tornati da Enrico, scoprono un uomo male in arnese, con un occhio completamente bianco, che sta per abusare del bambino, ma è interrotto e fugge.
Dopo la scomparsa di una bambina di sei anni e il ritrovamento del suo corpicino senza vita, gli uomini del paese pensano di farsi giustizia da sé incendiando un accampamento di zingari; i bambini pensano invece che abbiano eliminato l'Uomo Occhi Marci. Quando però lo avvistano nuovamente, decidono di ucciderlo loro mettendo del veleno nella sua pentola. I suoi resti vengono trovati molto tempo dopo.

### Notturno con violino
Per dare una nota di eleganza ad una festa in spiaggia, l'organizzatore ingaggia una violinista cieca che dovrà suonare su una barca trascinata lentamente dal mare verso la riva. Quando questa si accinge alla sua esibizione, i fuochi d'artificio preparati per la festa vengono accesi prima del dovuto, provocando trambusto e principi d'incendio. A ciò si aggiunge l'arrivo delle forze dell'ordine, causato dal fatto che l'autorizzazione per la festa mancava e che degli ispettori della SIAE venuti a controllare erano stati malmenati da alcuni dei presenti. I trascinatori della barca mollano gli ormeggi in preda al panico e la barca viene portata al largo; la musicista, resasi conto della situazione, cerca di trarre dal violino dei suoni che possano guidare eventuali soccorritori, ma invano.

### Gli amici di Sara[3]
Sara Ghetti è una quattordicenne che vive col padre vedovo e alcolizzato in una casa isolata sull'Appennino tosco-emiliano. A scuola racconta di essere in buoni rapporti con le fate e gli gnomi che vivono nei boschi, venendo per questo isolata e canzonata dai compagni di classe. Il padre, che teme che la potestà gli venga sottratta a causa del vizio del bere, non si cura delle preoccupazioni degli insegnanti, che temono che ci sia qualche adulto che possa abusare dell'ingenuità di Sara.
Tramite la sua amica Carla, Sara è contattata da due studenti di antropologia dell'Università di Bologna che studiano le credenze popolari. La ragazza si offre di mostrare loro le creature del Piccolo Popolo, che però non gradiscono e fanno sparire tutti e tre.

### Nebbia grigia e galline nere
Mentre si dirige in automobile al paese di Lancimago, il rappresentante di commercio Sergio investe e uccide una gallina nera, di una razza pregiata allevata nella zona. I suoi padroni, arrivati sul posto, lo prendono e lo imprigionano con altre persone, che dovranno servire per una gara tra allevatrici di polli: si narra infatti che le uova di quella razza di galline tornino a galla se vengono immerse dove si trova il cadavere di un affogato.

### Cenerentola 2000
Elisa è una ragazzina albanese che arriva in Italia su un barcone assieme al fratello maggiore, da cui è presto separata, e si riduce a vivere da barbona. Un giorno, mentre si ripara dalla pioggia in un androne, un attempato signore di tendenze omosessuali rimane colpito dalla sua bellezza, l'invita a casa sua le offre un tetto, solo per contemplarla. La ricopre di vestiti e di regali e la porta alle feste più eleganti, con una sola condizione: entro mezzanotte deve essere a casa perché a quell'ora si chiude il portone automatico.
Una sera, un affascinante giovane la corteggia e la trattiene più del dovuto, così Elisa trova il portone chiuso. Si rassegna a passare la notte nascosta tra i cartoni dei senzatetto, ma un gruppo di balordi la scopre e la violenta.

### L'Uccisore
Nel 1934 a Gelnhausen, in Germania, Hermann Maag è un dodicenne dello Jungvolk che aspira a passare l'esame in cui gli sarà consegnato il pugnale. Ciò consiste in un percorso a ostacoli in cui è previsto l'attraversamento a nuoto di un fiumiciattolo, cosa che gli provoca qualche apprensione in quanto non sa nuotare bene. Riesce comunque a superare la prova.
Nel 1938 Hermann fa parte della Hitlerjugend ed aspira a diventare capogruppo: infatti detesta il suo superiore di quel momento, Werner Schneider, che considera un raccomandato e un intellettuale. In seguito ad un acceso diverbio, provoca la caduta di questi in un dirupo e la conseguente morte.
L'anno dopo, Hermann culla l'idea di arruolarsi nelle SS, ma c'è un problema: sua madre, che non è mai riuscita a superare il trauma della morte di suo figlio Gerd, dà segni di squilibrio mentale sempre più preoccupanti. Hermann teme che questo costituisca un impedimento: quando non riesce più a tenere nascosta ai vicini di casa la sua situazione, soffoca la madre con un cuscino.
Nel novembre 1944, in provincia di Ravenna, il tenente delle SS Hermann Maag è impegnato nella lotta antipartigiana. Per ritorsione contro l'uccisione di due soldati, uccide e tortura una donna e sua figlia, trasformando quest'ultima in uno spaventapasseri.
Nell'estate del 1985 Hermann Maag si è stabilito da tempo a Neerach, in Svizzera. Tiene delle capre dietro casa ed è attorniato, presso i bambini del posto, da una fama sinistra. Due di loro, di nome Peter e Armin, durante una festa nazionale provano ad introdursi in casa sua, ma vengono scoperti. Hermann soffoca Armin, ma Peter riesce a fuggire attraverso una gattaiola. Vedendosi perduto, Hermann s'impicca.
Dieci anni dopo la sua maledizione colpisce ancora: un altro bambino, entrato nella sua casa disabitata, viene ritrovato a penzolare da una trave di legno.

## Edizioni
- Eraldo Baldini, Bambini, ragni e altri predatori, collana Stile Libero, Torino, Einaudi, 2003, ISBN 8806164198.